# HD114556
HD114556 — хімічно пекулярна зоря спектрального класу A4, що має видиму зоряну величину в смузі V приблизно  8,8.
Вона  розташована на відстані близько 1347,8 світлових років від Сонця.